# 陳絳 (明朝)
陳絳（1513年—1587年），字用陽，號罍山，浙江紹興府上虞縣人，民籍，明朝政治人物。

## 生平
嘉靖十六年（1537年）丁酉科浙江鄉試第六十一名舉人，二十三年（1544年）甲辰科三甲進士。授江西樂平縣知縣，歷任彰德府知府、青州府知府，四十一年（1562年）五月升山東按察司副使、兵備寧前。四十三年（1564年），重修遼東廣寧城，共官軍六千八百一十四名。復除廣東按察司副使，隆慶四年（1570年）三月升江西右參政，轉福建右參政，五年（1571年）正月升福建按察使，再升山東右布政使，十二月升江西左布政使。以考察不及，萬曆二年（1574年）六月調任四川左布政使，三年（1575年）四月升光祿寺卿，九月轉直隸應天府府尹，被禮科左給事中陳耀彈劾庸老，遂乞休歸里。

## 墓葬
陳絳墓在上虞昆仑山。2007年11月上虞市全市范围的文物普查中，上浦镇昆仑村发现一块石质墓誌銘，經考證為陳絳墓誌銘，為陶承学所作。

## 家族
曾祖陳滂；祖父陳頊；父陳逑。母俞氏；繼母吳氏。具慶下。兄陳繪、陳緒、陳紹、陳級、陳緩，弟陳綰。